# Pep Laguarda
Pep Laguarda (1 de novembre de 1946 - 3 d'agost de 2018) fon un cantautor i artista rafelbunyoler, considerat un referent de la música en valencià i, en concret, del rock mediterrani.

## Biografia
De jove assistí a un concert matinal de Bruno Lomas i Los Milos al Teatre Principal (València) que el va influir molt: «això, per a mi fon com la meua confirmació. Allò era rock and roll i m'agradava». Entre més influències reconegudes tenia a Mina (cantant), Renato Carosone, Bob Dylan i Jaume Sisa.
En l'etapa universitària fon cofundador de Germania Socialista amb Josep Vicent Marqués i començà a cantar en públic en tancades de nit a la Facultat d'Economia (UV); més tard, visità sovint Altea, com altres artistes coetanis com Remigi Palmero, Juli Bustamante o Lluís Llach.
També visqué més d'un mes en solitud a la Caseta del Plater, un mas de la serra Calderona, abans d'anar-se'n a viure al carrer de la Tapineria, entre el mercat Central i la catedral de València, del qual varen prendre el nom per al grup:
| « | La Tapineria era el meu carrer, i el grup duia aquell nom perquè en aquell carrer hi vivia un músic que li deien Viven, que surt al disc. Era un gran amic, el volia molt. Ara és mort. Este va dir-me, perquè no li diem Tapineria al grup? perquè cada cop que anàvem a assajar dèiem: «anem a Tapineria». | » |

A finals de la dècada de 1960, Laguarda es presentà a un concurs de talents de la Casa de Catalunya de València, però no guanyà; Laguarda continuà tocant en solitari, amb el duo Sargantana o, més avant, ja com a Tapineria, amb els quals actuà a L'Aliança del Poblenou i rebé l'oferiment de Jordi Vendrell, director artístic del segell Ocre, per a gravar un disc: encara que havien rebutjat ofertes d'altres segells més importants com Edigsa, gràcies a la insistència de Vendrell el grup acceptà l'oferiment i es preparà durant més d'un any abans de la gravació.
Així, l'any 1977 gravaren les sis cançons del Brossa d'ahir, publicat el mateix any, a l'estudi de Daevid Allen a Deià, amb la col·laboració de Pau Riba entre més músics: reivindicat més tard per artistes com Animal Collective o David Byrne, Brossa d'ahir esdevingué un disc de culte i el primer d'una pretesa trilogia del rock mediterrani junt amb Humitat relativa de Remigi Palmero (1979) i Cambrers de Juli Bustamante (1981); dos anys després del Brossa, Laguarda gravà un segon disc, Plexison impermeable, que no seria publicat oficialment fins 2012:
| « | No va ser tampoc una gran frustració. És evident que va significar un tall en la meua carrera. Va fer que tot fora molt estrany. Vaig estar actuant dotze anys amb un únic disc publicat. Tocava cançons de Plexison, però no podia demostrar que el disc existira. | » |

Després de deixar d'actuar en directe, Laguarda s'encarregà d'editar el teletext de Canal 9.
No obstant, seguí col·laborant amb Rifi d'Altea en diferents projectes, entre els quals la música d'un poema de Travel Heart.
L'1 de setembre del 1998, Donat Putx publica una entrevista amb ell a La Vanguardia, on planteja un hipotètic retorn a l'activitat pública.
Plexison Impermeable es publica finalment remasteritzat el novembre de 2012 sota el segell Discmedi.
Laguarda va ser un «artista polièdric» que escrivia, pintava, dissenyava, feia de periodista, locutor de ràdio i musicòleg, entre altres quefers.
També fou finalista dels Premis Octubre.
La seua mort fon anunciada pel cantautor Jose Domingo, nebot de Laguarda, en Facebook.

## Discografia
| • Brossa d'ahir (LP/K7, 1977) |
| --- |
| (Ocre/Belter) 1. Alceu-vos, xe, que ja és de dia / Sent 2. Cims i abismes 3. Caseta del Plater 4. Una paüra 5. Milanta anys-llum blues 6. Balada de l'àngel bru - Pistes extra de la reedició en CD: 7. Cims i abismes (demo) 8. Coliri (deliri de les multituds) - Lluna pirata (CD extra de l'edició en caixa) 1. Caseta del Plater 2. Una paüra 3. Alceu-vos, xe, que ja és de dia / Sent 4. Papallona cançonera + Milanta anys-llum blues (videoclip) |

| • Plexison impermeable (CD, 2012) |
| --- |
| (Blau/DiscMedi) 1. I Wanna See You 2. Heroi 3. Roqui Blues Trustori 4. Himne ('Namorat) 5. Feelin' Ska 6. Rock melomotor 7. No em falles amb el cor 8. There Was a Boy on My Place 9. Melodia interrompuda 10. Reina del Flash |